# Гришинская (Мошинское сельское поселение)
Гришинская — деревня в Няндомском районе Архангельской области.

## География
Находится в юго-западной части Архангельской области на расстоянии приблизительно 37 км на восток-юго-восток по прямой от административного центра района города Няндома к югу от озера Спасское.

## История
В 1873 году здесь было учтено 22 двора, в 1905 — 48. Тогда деревня входила в Каргопольский уезд Олонецкой губернии. До 2022 года входила в Мошинское сельское поселение до его упразднения.

## Население
Численность населения: 151 человек (1873 год), 249 (1905), 21 (русские 90 %) в 2002 году, 9 в 2010.